# Влоцлавешка епархия
Влоцлавешката епархия (на полски: Diecezja włocławska; на латински: Dioecesis Vladislaviensis) е административно-територална единица на католическата църква в Полша, западен обред. Суфраганна епархия на Гнезненската митрополия. Установена е ок. 1123 година, като първоначално център е град Крушвица. Впоследствие приема името Куявска или Куявско-Поморска, а епископът се мести във Волбож. През 1818 година папа Пий VII я прекръства на Куявско-Калишка, с център Калиш. От средата на XIX век седалище на епископа става Влоцлавек. На 28 октомври 1925 година папа Пий XI и дава сегашното име. Настоящата и територия е установена с декрет на папа Йоан-Павел II от 25 февруари 2004 година. Заема площ от 8 824 км2 и има 758 121 верни.

## Деканати
В състава на епархията влизат тридесет и три деканата.
| - Александровски деканат - Бондковски деканат - Бжешчки деканат - Вартенски деканат - Влоцлавешки I деканат - Влоцлавешки II деканат - Добренски деканат - Здунсковолски деканат - Избишки деканат - Клодавски деканат - Колски деканат | - Конински I деканат - Конински II деканат - Конински III деканат - Кошчелешки деканат - Ковалски деканат - Липненски деканат - Любишки деканат - Любранешки деканат - Нешавски деканат - Пьотърковски деканат - Раджейовски деканат | - Сомполненски деканат - Тулишовски деканат - Турешки деканат - Унейовски деканат - Ходешки деканат - Черниковски деканат - Шадковски деканат - Шерадзки I деканат - Шерадзки II деканат - Шпеталски деканат - Шлешински деканат |